# Bashundhara City

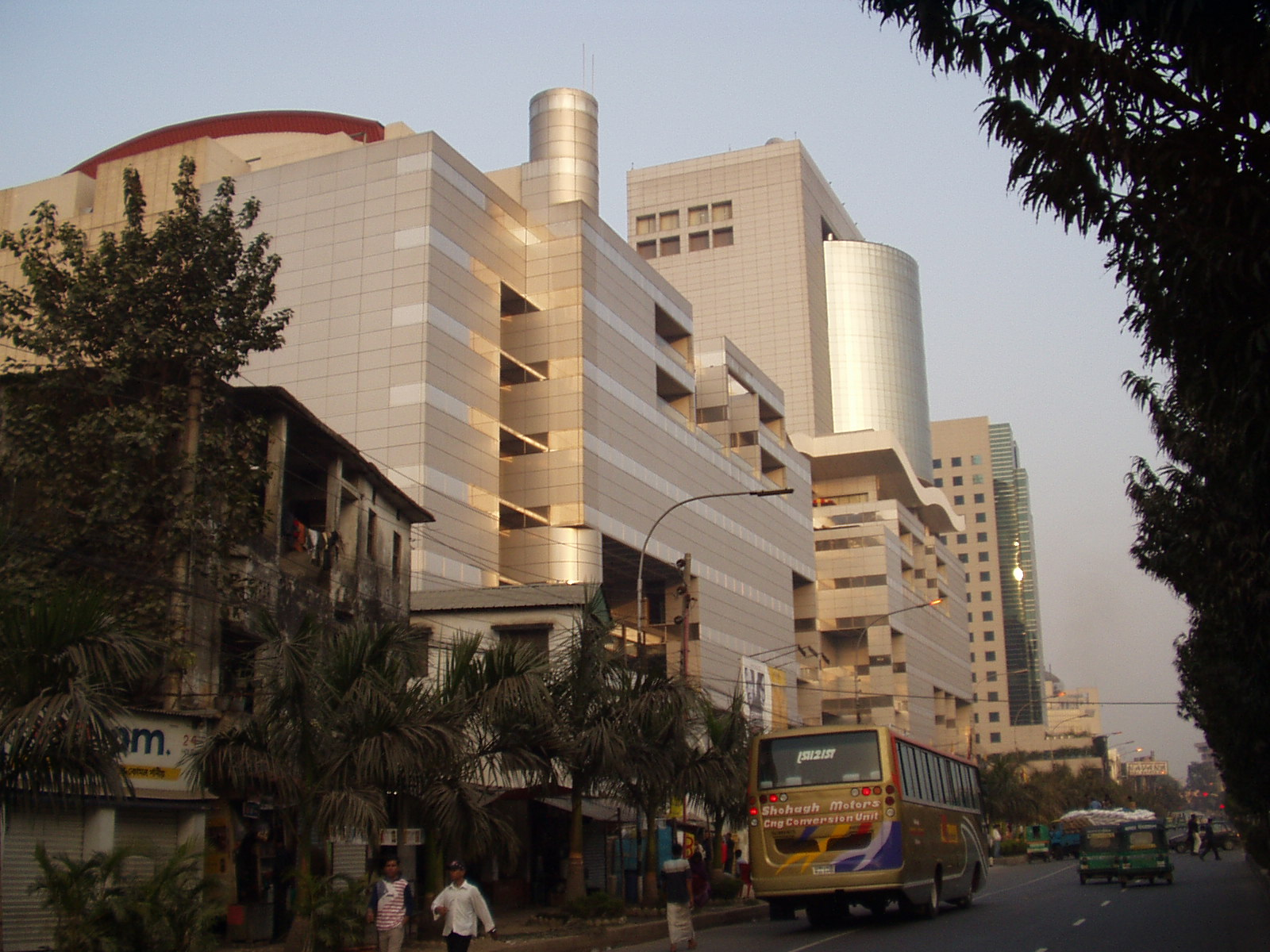
Bashundhara City.

Bashundhara City es un gigantesco centro comercial ubicado en Panthapath (Daca, Bangladés). El 13 de marzo de 2009 se incendió.[cita requerida]
Bashundhara City tiene 21 pisos de altura, de los que 8 se utilizan para el centro comercial y el resto como sede corporativa de Bashundhara Group. El centro comercial tiene espacio para 2.500 tiendas y cafeterías y también posee un gran gimnasio subterráneo, una sala de cine múltiplex de estilo y un último piso de comida, junto con un parque temático bajo techo. Está totalmente climatizado y el centro comercial con jardines de azotea, se considera un símbolo moderno de la nueva ciudad de Daca.
Más de 25.000 personas visitan diariamente el centro, que es el primer edificio de estilo occidental en el país, diseñado por el director, Latiful Husain. El coste de la construcción fue de 100 millones de dólares. La construcción comenzó en 1998. El edificio ha sido descrito como el más destacado de la división entre la clase media y la clase inferior, y es uno de los escaparates del desarrollo de Bangladés.